# Devilish (datorspel)
Devilish (デビリッシュ?) är ett actionspel från 1991, utgivet till Sega Game Gear och Sega Mega Drive. Sega Drive-versionen är i Japan känd som Bad Omen (バッドオーメン?).

## Handling
En prins och en prinsessa har förälskat sig i varandra tills en avundsjuk demon förvandla de dem till stenpaddlar. Plötsligt tillkommer en boll, och prinsen och prinsessan kan användas för att besegra de demoner som nu härskar i kungariket.
Spelet påminner om spel som Arkanoid. och man kan välja mellan tre olika svårighetsgrader i Sega Game Gear, även möjligheten till time trial finns.

### Fotnoter
1. 1 2  ”Overview of Devilish”. Mobygames. Arkiverad från originalet den 6 april 2014. https://web.archive.org/web/20140406172526/http://www.mobygames.com/game/devilish. Läst 5 juni 2014.
2. ↑  ”Release information for Devilish (Game Gear)”. Gamefaqs. Arkiverad från originalet den 5 augusti 2012. https://web.archive.org/web/20120805175138/http://www.gamefaqs.com/gamegear/586677-devilish/data. Läst 5 juni 2014.
3. ↑  ”Arkiverade kopian”. Arkiverad från originalet den 10 maj 2014. https://archive.is/20140510202504/http://homepage2.nifty.com/gamedatabase/software/DB_SGC2_MD1992.html. Läst 10 maj 2014.
4. ↑  ”Advanced gameplay information”. Sega Gaga Domain. Arkiverad från originalet den 10 juni 2015. https://web.archive.org/web/20150610223321/http://www.segagagadomain.com/megadrive4/badomen.htm. Läst 5 maj 2014.
5. ↑  ”Difficulty level/time trial information” (på japanska). Seesaa. http://todays-game.seesaa.net/article/37190062.html. Läst 5 juni 2014.